# Abłamowiczowie herbu Abdank
Abłamowiczowie herbu Abdank – polska rodzina szlachecka.
Mikołaj Abłamowicz i jego żona Tekla, którzy procesowali się w 1676 z Wojewódzkimi w ziemi lidzkiej, mieli syna Władysława, urodzonego w 1667 w Wyżchowszczyźnie. Władysław poślubił w 1698 w Trokach wdowę Annę Bernatowiczową. Synem Władysława był Jan, urodzony w 1706 w Trokach. Ożenił się z Marianną Onickiewiczówną. Po śmierci Jana Abłamowicza Marianna wyszła za mąż za Antoniego Moczydłowskiego.
Jan i Marianna z Onickiewiczów mieli córkę Rozalię, żonę Antoniego Korsaka, oraz synów Karola i Dominika. W 1775 Karol i Dominik wraz ze swoimi przyrodnim rodzeństwem, dziećmi Mariannny i Antoniego Moczydłowskich, sprzedali Lewszany, które odziedziczyli po matce.
Karol Abłamowicz, rotmistrz województwa smoleńskiego w 1773 i trockiego w 1780, poślubił Annę z Ejsmontów. W 1807 sporządził testament. Synami Karola byli Michał, Onufry, Wincenty, Ignacy, Piotr i Józef, a córkami Teresa, Anna i Tekla.
Michał, syn Karola, ur. 1775, rotmistrz trocki (1811) i sędzia graniczny nowogrodzki (1816) poślubił Wiktorię z Abłamowiczów, z którą miał córkę Laurencję Teresę oraz synów Juliana Adriana, Władysława, Kazimierza Mieczysława i Dominika.
Julian poślubił Antoninę z Ancutów i miał z nią syna Leona Antoniego Franciszka, urodzonego w 1839 w Motniczach.
Władysław poślubił Annę z Ancutów i miał z nią synów Michała Zenona, urodzonego w 1845 w Żuchowiczach, i Jana Bolesława, urodzonego w 1851 w tym samym miejscu.
Wincenty, syn Karola, był komornikiem powiatu nowogrodzkiego (1806), a później podporucznikiem w polskim wojsku. Piotr, syn Karola, poślubił Rozynę z Haskich, z którą miał syna Stanisława Grzegorza, urodzonego w 1844 w Peresiecie.
Dominik, drugi syn Jana i Marianny z Onickiewiczów, komornik województwa trockiego (1771), komisarz cywilno-wojskowy i rotmistrz powiatu trockiego (1789), prezydent sądu granicznego (1797), był w latach 1779–1786 właścicielem Towzginian i Łazaryszek w powiecie lidzkim, a w 1797 kupił Wyrwiszki i Przełom w powiecie grodzieńskim. Miał trzech synów Ignacego, Piotra i Józefa.
Ignacy, syn Dominika, był właścicielem Przełomu i Justynowa oraz sędzią granicznym powiatu grodzieńskiego (1814). Poślubił Annę z Hoffmnaów, z którą miał synów Józefa Michała Edwarda, urodzonego w 1824 w Wyrwiszkach, Aleksandra, urodzonego w 1825 w tym samym miejscu, i Kazimierza Tadeusza Ksawerego, urodzonego w 1826 w tym samym miejscu oraz córki Anielę i Ludwikę.
Piotr, syn Dominika, był prezydentem sądu granicznego nowogrodzkiego. Poślubił Teresę Mickiewiczównę, z którą miał syna Juliana Anastazego Dobrosława, urodzonego w 1817 w Nowogródku.
Michał, właściciel Justynowa (1771), miał syna Dominika, którego syn Ignacy legitymował się ze szlachectwa w Królestwie Polskim w 1840.